# (73879) 1997 CT7
(73879) 1997 CT7 – planetoida z pasa głównego asteroid okrążająca Słońce w ciągu 3,93 lat w średniej odległości 2,49 j.a. Odkryta 1 lutego 1997 roku.